# Þórðarhyrna
Þórðarhyrna (también conocido como Thordarhyrna) es uno de los siete volcanes subglaciales bajo el glaciar Vatnajokull. Se encuentra al oriente del país, en la región de Austurland.

## Erupciones
Sus últimas erupciones fueron en 1910 y 1903. En 3550 a. C. expulsó 150.000.000 metros cúbicos de lava en el área de Bergvatnsarhraun, al sur de Thordarhyrna. La erupción de 1887 tuvo un índice de explosividad volcánica (IEV) de 2.

## Geología
Hay una interacción mecánica entre el Thordarhyrna y el Grimsvötn. Aunque estén relativamente apartados, la erupción de 1902 se combinó con una del Grimsvötn y tuvo un IEV de 4
Una falla corre (N.35°W) del Thordarhyrna al Hamarinn, y separa dos zonas tectónicas diferentes.